# 長征1号

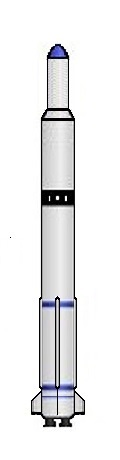
長征1号

長征1号（簡体字中国語: 长征一号、英語: Long March 1）は、中国の衛星打ち上げロケット。長征シリーズの最初のロケットで、長征1号とその改良型の長征1号Dの2タイプが存在する。

## タイプ

### 長征1号
1965年に研究が始まった。東風4号型IRBMをベースにし、第3段用の固体ロケットモータを新しく開発した。1970年4月24日、中国初の人工衛星、東方紅1号を打ち上げた。1971年に2度目の打ち上げを行い、以後使用されていない。
- 段数: 3
- 全長: 29.86 m
  - 第1段: 17.835 m
  - 第2段: 7.486 m
  - 第3段: 4.565 m
- 直径: 2.250 m
- 重量（発射時）: 81,570 kg
  - 第1段: 65,250 kg
    - 燃料: 61,070 kg

  - 第2段: 13,550 kg
    - 燃料: 11,210 kg

  - 第3段: 2,200 kg
    - 燃料: 1,800 kg
- 推力: 1,020,000 N
- ペイロード（LEO）: 300 kg

### 長征1号D
長征1号Dは長征1号のステージ改良型であり、中国の宇宙機関の宇宙機のために使われる。主として第一段エンジンを1020 kNから1101.2 kNにし、第2段と第3段もパフォーマンスを改善したもの。この改良した長征1号Dは様々な低軌道の衛星を打ち上げることができ、衛星の指向性を回転または非回転にできる。1995年5月に初打ち上げが成功した。1997年に2度目の打ち上げに成功、2002年の3度目の打ち上げは失敗し、以後使用されていない。
技術仕様
| ロケット全体 | 第1段 | 第2段 | 第3段 |
| *Stages: 3 - 全長 28.220 m - 翼幅 3.810 m - 離陸時質量 81,075 kg - 離陸時推力 1101.2 kN - 推力質量比 13.6 N/kg - 積載 - 930 kg (回転) - 750 kg(非回転)(300 km 円軌道, 傾斜角 57 度) - 軌道投入精度 - 偏心率 0.001 - 0.005 - 軌道傾斜角偏差 < 0.3 度 (300〜1000 km 円軌道) | - 全長 19.735 m - 直径 2.250 m - ステージ質量 65,040 kg - 構造物 4,080 kg - 燃料 60,860 kg - エンジン YF-2A - 燃料 HNO3-27S/UDMH - 離陸推力 (海面) 1101.2 kN - 比推力: 2378 N·s/kg - 燃焼時間 ~132 s | - 全長 6.037 m - 直径 2.250 m - ステージ質量 13,490 kg - 構造物 1,100 kg - 燃料 12,380 kg - エンジン YF-40 (2基) - 燃料 N2O4/UDMH - 真空中推力 100.86 kN - 比推力 2981.2 N·s/kg - 燃焼時間 360 s | - 全長: 1.696 m - 直径: 2.054 m - ステージ質量 1,315 kg - 構造物 523 kg - 燃料 792 kg - 液体 147 kg - 固体 645 kg - 固体エンジン FG-36 |